# 인도네시아의 네덜란드어
네덜란드어는 네덜란드에 의해 식민지화되거나 부분적으로 식민지화되었던 시기 모두 인도네시아 군도에서 수세기 동안 식민지 개척자들이 사용했던 언어이다. 이 언어는 제2차 세계 대전까지 네덜란드령 동인도의 공용어였으며, 1963년 서뉴기니의 인도네시아 이양까지 네덜란드령 뉴기니에서도 사용되었다.

## 역사

### 동인도 회사 시대

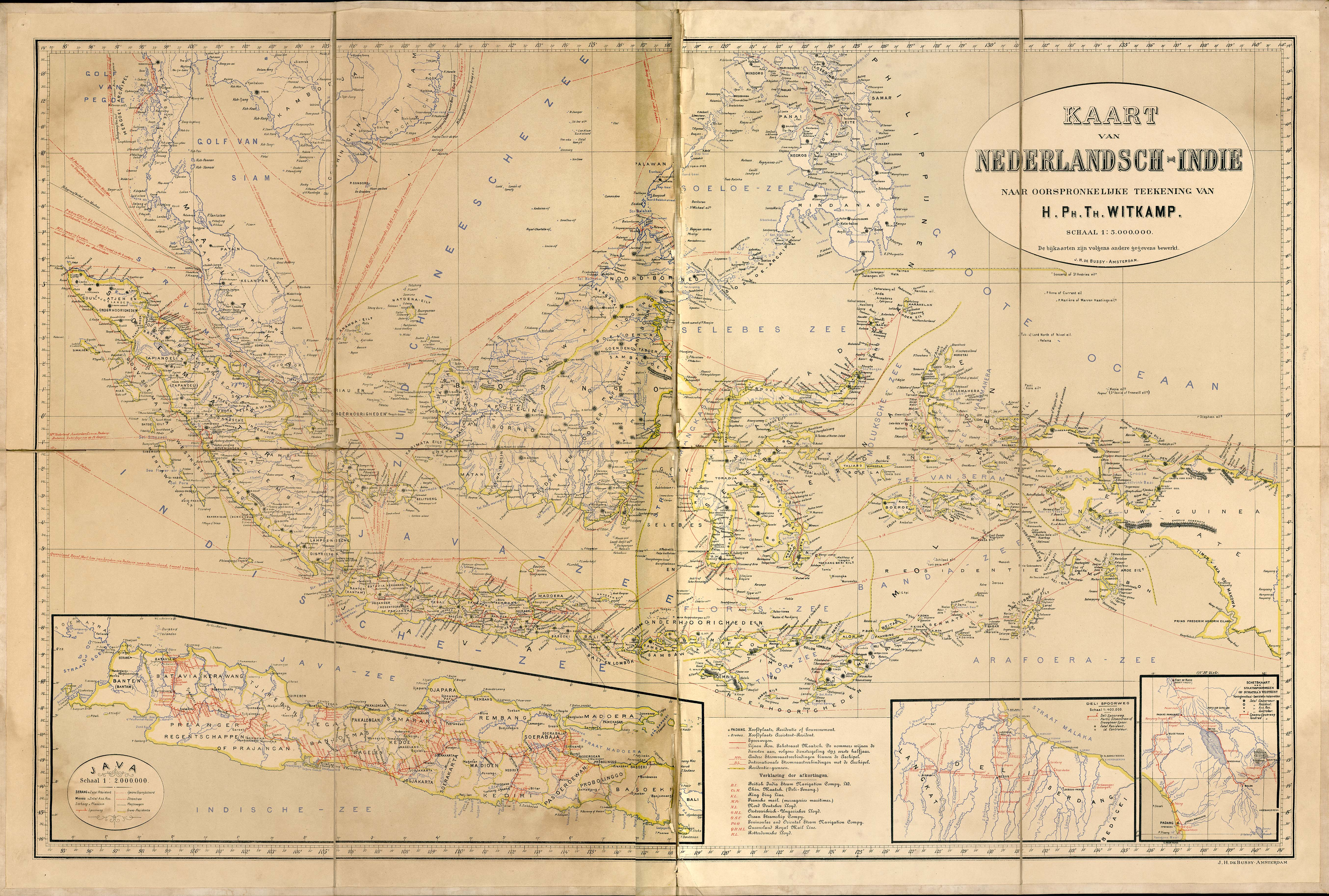
네덜란드령 동인도 지도 (네덜란드어: Nederlands-Indië), 1893년.

인도네시아에서 네덜란드어의 일반적인 사용은 식민지 시대 말기에 시작되었다. 네덜란드 동인도 회사(VOC) 시대에는 네덜란드어가 거의 사용되지 않았고, 실제로 많은 지역에서 저지 말레이어를 링구아 프랑카이자 무역 언어로 사용했다. 네덜란드어를 구사할 수 있는 사람들은 더 많은 권리를 가졌다. 네덜란드어를 구사할 수 있는 원주민만이 모자를 쓸 수 있었고, 원주민 여성은 네덜란드어를 구사할 수 있어야만 유럽인과 결혼할 수 있었다. 암본과 바타비아에 네덜란드 학교가 설립되었다. 그러나 모든 사람이 이 학교에 다닐 수 있었던 것은 아니었다. 학교 수가 매우 적었고, 보통 엘리트와 귀족만이 접근할 수 있었다. 학교에서는 네덜란드어를 사용했지만, 집에서는 말레이어나 자와어를 자주 사용했다.
1641년, 네덜란드 식민 함대는 포르투갈로부터 믈라카주를 점령한 후 믈라카주를 장악하여 동인도 무역 네트워크의 중요한 항구로 만들었다. 1795년까지 믈라카주는 네덜란드 동인도 회사(VOC)에 의해 점령되었다. 그 결과, 네덜란드어는 그곳에서 발전한 포르투갈어 기반의 크리올어인 크리 스탕에도 영향을 미쳤고, 이는 나중에 바타비아에서 마르디커 크리올로 발전했다.
암본과 미나하사 사람들은 네덜란드 식민지 개척자에 대한 충성심으로 유명했으며, 대부분의 남성들이 네덜란드령 동인도 육군(KNIL)에 입대하고 네덜란드 생활 방식과 언어를 채택했다. 이러한 유산은 계속되었고, 인도네시아 독립 선언 당시 이 두 민족 그룹은 다른 원주민 그룹에 비해 네덜란드어를 가장 유창하게 구사하거나 적어도 어느 정도 구사할 수 있었다. 현재 그들의 많은 공동체는 네덜란드에 큰 몰루카 디아스포라를 형성하고 있으며, 특히 암본인과 다른 말루쿠인들이 포함된다.

### 20세기

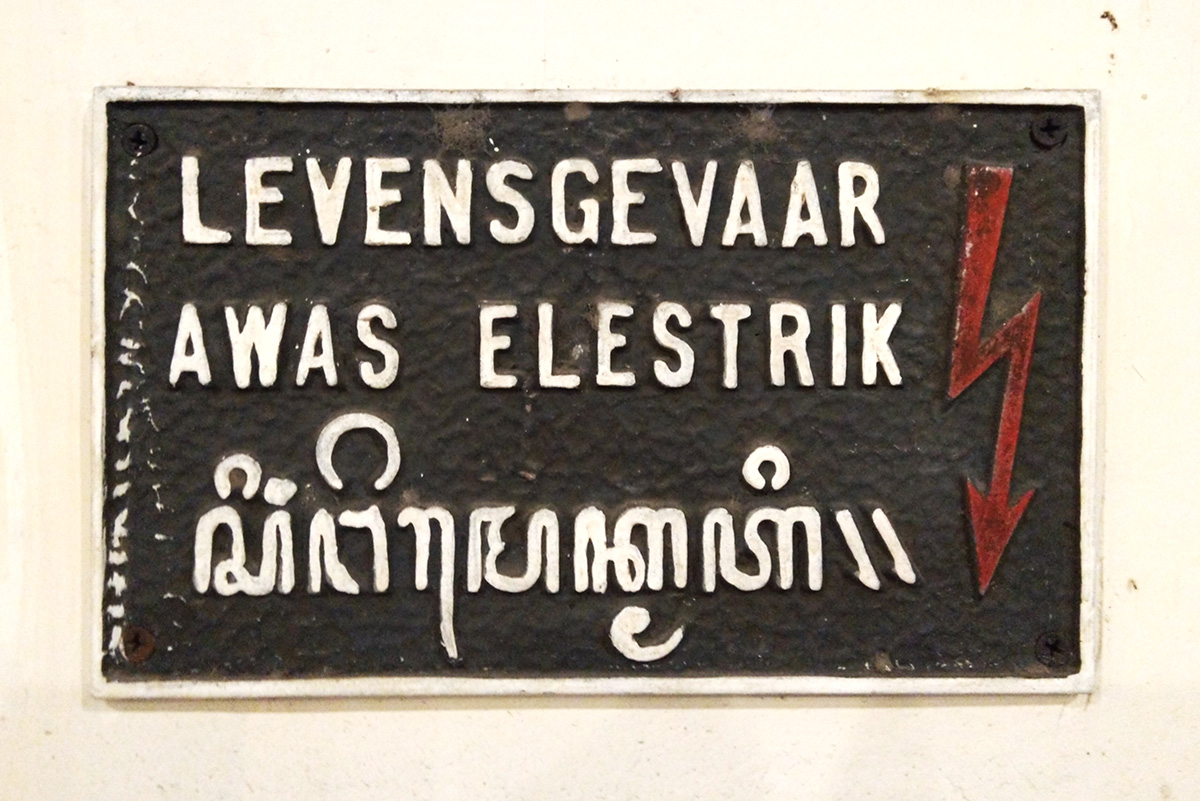
수라바야의 네덜란드어, 동인도 말레이어, 자와어로 된 오래된 전기 전압 위험 표지판.

말레이어는 네덜란드어처럼 네덜란드령 동인도에서 점점 더 중요해졌다. 그러나 말레이어는 지역 언어로서의 역할을 넘어 말레이시아, 싱가포르, 브루나이와 같은 영국령 지역에서도 링구아 프랑카로 널리 사용되었다. 20세기부터 네덜란드어는 인도네시아에서 공식적인 인정을 받았고, 네덜란드 혈통을 가진 많은 인도네시아인들은 가족 및 친구들 사이에서 계속 사용하고 있다. 1942년, 일본의 네덜란드령 동인도 점령 이후, 네덜란드어 사용은 금지되었고, 말레이어나 일본어와 같은 원주민 아시아 언어만 공식 및 일상 생활에서 허용되었다.
1945년 인도네시아의 인도네시아 독립 선언 이후 (1949년 네덜란드에 의해 공식적으로 인정됨), 네덜란드어는 특히 네덜란드와 역사적 유대 관계를 가진 사람들 사이에서 오랫동안 계속 사용되었다. 일부 지역에서는 네덜란드어 구사 능력이 좋은 교육의 지표로 여겨지기도 했다. 경찰 작전 (아그레시 밀리테르 I 및 II)과 베르시아프 기간 이후 강력한 반네덜란드 정서에도 불구하고 많은 인도네시아인들은 네덜란드어를 계속 존중했다. 인도네시아의 초대 대통령이자 독립 선언자인 수카르노는 정기적으로 네덜란드어를 말하고 매년 네덜란드어 책을 읽었다. 네덜란드어는 이 지역에 계속 남아 있었는데, 이는 네덜란드가 1949년 이후에도 네덜란드령 뉴기니 (누기니 벨란다) 식민지를 계속 통제했기 때문이다. 수카르노는 이 영토가 정당하게 인도네시아에 속한다고 주장하며 네덜란드와 그 지위에 대해 오랜 협상을 벌였다. 한편, 네덜란드령 뉴기니의 식민지 학교를 통해 많은 원주민 파푸아인들도 네덜란드어를 접하게 되어 이 지역에 네덜란드어가 계속 존재하게 되었다.
인도네시아에서는 네덜란드 지향적인 개인, 혼혈 네덜란드-인도네시아 혈통, 또는 네덜란드와 과거 낭만적인 관계를 가졌던 사람들을 경멸적인 용어인 론도 이렌(Londo Ireng)으로 부르기도 했다. 이 용어는 자와어에서 유래했으며, 론도는 네덜란드인, 이렌은 검은색을 의미한다. 이 용어는 "블랙 더치"(검은 네덜란드인)와 관련이 있으며, 역사적으로 인도네시아에서 부모나 조부모가 네덜란드 식민 행정부에 동조했던 개인을 지칭하는 데 사용되었다. 이 표현은 부정적인 함의를 지니며 종종 차별적이거나 경멸적인 맥락에서 사용되었다.

#### 1949년 이후
인도네시아 독립 선언 이후 네덜란드어 사용이 즉시 사라지지는 않았다. 네덜란드어는 인도네시아의 원천 언어로 남아 있으며, 특정 네덜란드어 문서들은 정부 기록으로서 공식 지위를 유지하고 있다. 역사적으로 네덜란드어는 인도네시아에서 무역어로도 기능했다. 그러나 현대에는 영어가 이 분야에서 훨씬 더 중요해졌다. 오늘날 네덜란드어 구사 능력은 주로 노인들과 그들의 어린 친척들, 특히 자와섬의 주요 도시, 미나하사, 말루쿠 제도, 그리고 파푸아에 한정되어 있다.
1971년부터 인도네시아 대학교 (UI)는 자카르타에서 네덜란드어학과를 가진 유일한 대학교였다. 네덜란드어 학습에 대한 관심은 인도네시아 법에 대한 역사적 영향에서 비롯되는데, 이 나라의 법률 시스템이 부분적으로 네덜란드 법에 기반을 두고 있으며 많은 식민지 시대 문헌이 여전히 관련성이 있기 때문이다. 또한, 초기 시대의 역사, 언어학, 문헌학, 의학 자료는 종종 네덜란드어로 쓰여 있어 연구에 능숙한 언어 능력이 중요하다. 네덜란드어 과정을 제공하는 직업 교육 기관은 스마랑, 반둥, 수라바야, 욕야카르타와 같은 도시에서도 찾을 수 있다. 이러한 기관들은 조부모의 언어를 이해하거나 인도네시아 역사를 연구하거나 관광 관련 직업(예: 관광 가이드)을 추구하려는 젊은 세대를 포함하여 더 넓은 대상을 수용하는 경우가 많다. 영어, 아랍어, 일본어, 관화와 함께 네덜란드어는 인도네시아에서 인기 있는 학습 언어로 남아 있다. 매년 10,000명 이상의 인도네시아인들이 학교와 사설 학원에서 제공하는 네덜란드어 프로그램에 등록한다.

## 현재 사용

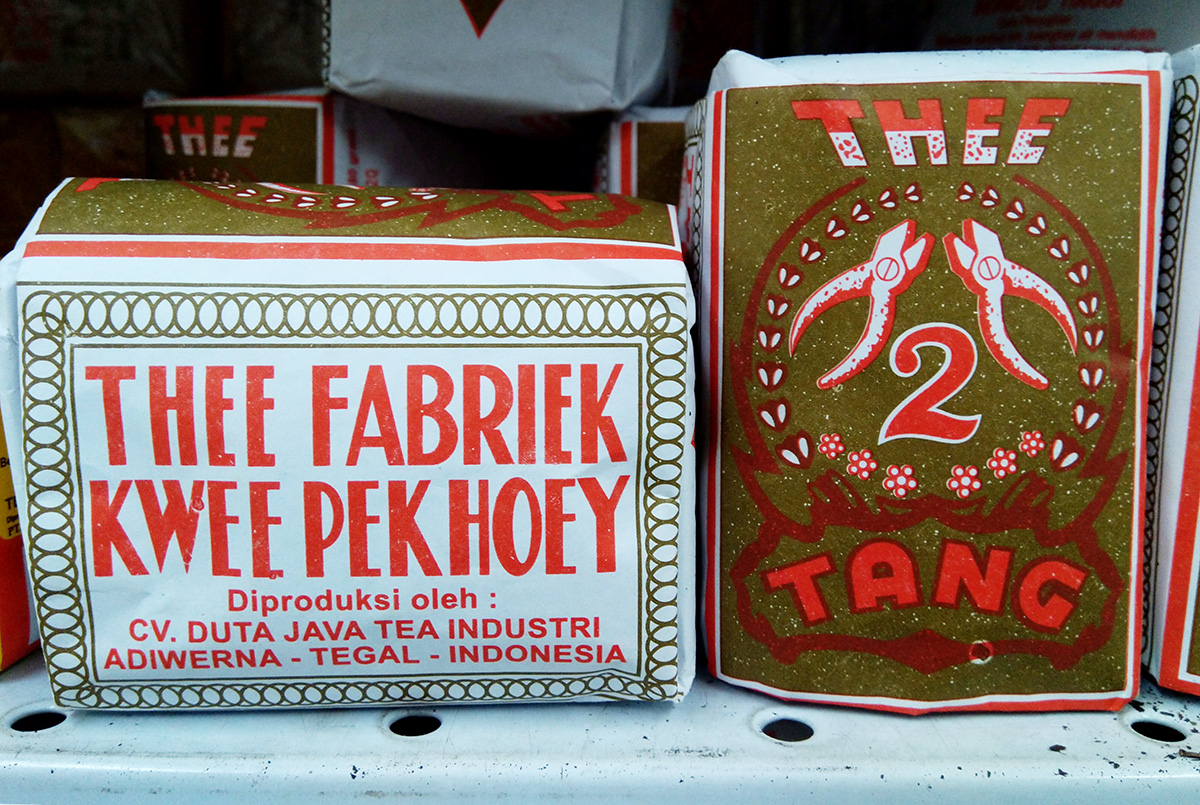
인도네시아에서 판매되는 차 포장지로, 원래 디자인과 네덜란드 시대 철자가 유지되어 있다.

인도네시아 독립 선언 이후 네덜란드어 사용이 즉시 사라지지는 않았다. 네덜란드어는 인도네시아의 원천 언어로 남아 있으며, 특정 네덜란드어 문서들은 정부 기록으로서 공식 지위를 유지하고 있다. 역사적으로 네덜란드어는 인도네시아에서 무역어로도 기능했다. 그러나 현대에는 영어가 이 분야에서 훨씬 더 중요해졌다. 오늘날 네덜란드어 구사 능력은 주로 노인들과 그들의 어린 친척들, 특히 자와섬의 주요 도시, 미나하사, 말루쿠 제도, 그리고 서뉴기니 (1963년까지 뉴기니에 네덜란드가 주둔했기 때문에)에 한정되어 있는데, 이들은 학교에서 언어를 배웠고 여전히 서로, 동창회, 또는 외국인들과 대화할 때 사용한다. 파푸아에서는 1963년까지 네덜란드의 통치가 계속되었기 때문에 네덜란드어 화자들이 계속 존재한다. 네덜란드어에 능숙한 사람들은 일반적으로 학교에서 언어를 배웠고 여전히 서로, 동창회, 또는 외국인들과 상호 작용할 때 사용한다. 네덜란드어는 데폭 (구시가지), 암본, 마나도와 같은 일부 지역에서는 여전히 중요한 언어로 남아 있다. 인도네시아 전역의 주요 도시에서 네덜란드어는 주로 유럽계 인도네시아인 공동체에서 사용되며, 더 적은 정도로 반둥, 말랑, 스마랑, 수라바야, 그리고 자카르타 일부 지역에서 서구 지향적인 중국계 인도네시아인 소수 민족이 때때로 사용한다.
1971년부터 인도네시아 대학교 (UI)는 데폭에 네덜란드어학과를 가진 인도네시아 유일의 대학교이다. 네덜란드어 학습에 대한 관심은 인도네시아 법에 대한 역사적 영향에서 비롯되는데, 이 나라의 법률 시스템이 부분적으로 네덜란드 법에 기반을 두고 있으며 많은 식민지 시대 문헌이 여전히 관련성이 있기 때문이다. 또한, 초기 시대의 역사, 언어학, 문헌학, 의학 자료는 종종 네덜란드어로 쓰여 있어 연구에 능숙한 언어 능력이 중요하다. 네덜란드어 과정을 제공하는 직업 교육 기관은 스마랑, 반둥, 수라바야, 욕야카르타와 같은 도시에서도 찾을 수 있다. 이러한 기관들은 조부모의 언어를 이해하거나 인도네시아 역사를 연구하거나 관광 관련 직업(예: 관광 가이드)을 추구하려는 젊은 세대를 포함하여 더 넓은 대상을 수용하는 경우가 많다. 영어, 아랍어, 일본어, 관화와 함께 네덜란드어는 인도네시아에서 인기 있는 학습 언어로 남아 있다. 매년 10,000명 이상의 인도네시아인들이 학교와 사설 학원에서 제공하는 네덜란드어 프로그램에 등록한다.

## 인구

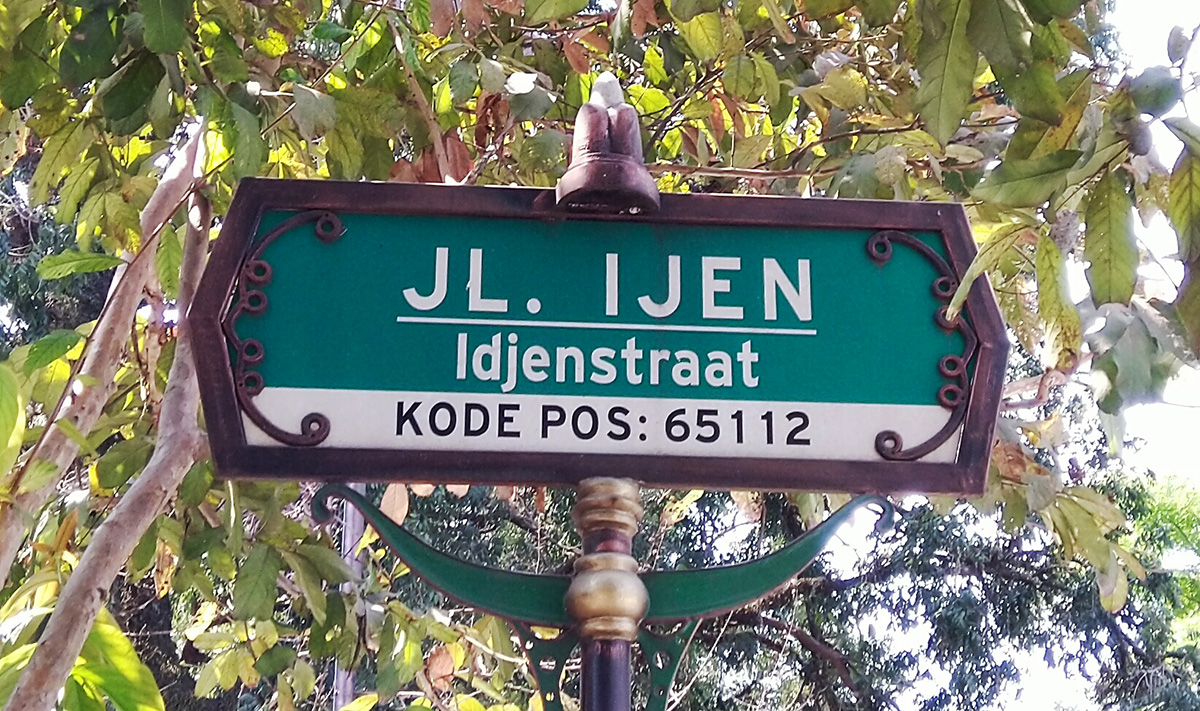
말랑 시내에 인도네시아어와 네덜란드어로 쓰인 도로 표지판

1984년에는 화자 수가 약 50만 명이었다. 대부분의 화자는 네덜란드어에 대한 기억을 가지고 있는 노인들이었다. 이 숫자는 추정치이며, 당시 1억 3천만 명이 넘는 인구에서 무시될 수 있는 소수였기 때문에 추정하기 어렵다. 그러나 더 거슬러 올라가면, 특히 1940년대 제2차 세계 대전 초기에는 화자 수가 크게 다르지 않았다. 네덜란드어에 유창한 40만 명 중 대부분은 혼혈이거나 네덜란드계였고, 20만 명은 적어도 어느 정도 지식이 있거나 네덜란드어를 조금 구사할 수 있었을 것이다.

### 인구 조사 통계
- 1900년 인구 조사: 네덜란드령 동인도 주민 2,900만 명(유럽인 75,000명) 중 5,000명(0.012%)의 화자.
- 1920년 인구 조사: 네덜란드령 동인도 주민 4,800만 명(유럽인 170,000명) 중 60,000명(0.12%)의 화자.
- 1940년 인구 조사: 네덜란드령 동인도 주민 7,000만 명(유럽인 290,000명) 중 773,000명(1.1%)의 화자.[13]

## 인도네시아어 및 말레이어와의 관계

### 네덜란드어의 영향
네덜란드어는 인도네시아어, 자와어 및 인도네시아의 다른 언어에 상당한 영향을 미쳤고 많은 어휘를 제공했다. 약 10,000개의 네덜란드어 단어가 인도네시아어로 흡수되었다. 예를 들면 다음과 같다.
- knalpot, bekleding, vermaak, achteruit, absurd, afdruk, belasting, bestek, bom, bretel, debat, degen, doktorandus, drama, elan, fabel, flop, fotomodel, fraude, giro, gratis, handel, harem, hutspot, inklaring, jas, kabinet, kanker, kansel, krat, kop, lading, loket, marmer, masker, matras, mondeling, nota, notaris, oma, onderneming, oom, opa, pan, pater, punt, rekening, rimpel, salaris, seks, sigaret, skelet, tank, tante, testikel, tol, urine, vla, wastafel, wortel.

그러나 이 단어들 중 일부는 더 이상 사용되지 않는다. 예를 들어, hutspot은 더 이상 흔하지 않으며, sigaret는 대부분 rokok으로 대체되었다. 후자의 단어는 본질적으로 "담배를 피우다"를 의미하는 네덜란드어 roken에서 유래했다.
또한 철자는 다르지만 종종 발음이 같은 단어들도 있다.
- adopsi, apel, asprak, bagasi, bandit, baterai, bioskop, debil, demisioner, duane, ekonomi, energi, ereksi, finansiil, frustrasi, garansi, generasi, granat, handuk, higiene, ideologi, imbesil, impoten, inflasi, jenewer, kampiun, kantor, kardiolog, kastrasi, kondom, kran, kristen, kuitansi, langsam, losion, makelar, marsepen, menstruasi, monarki, opas, operasi, overproduksi, panekuk, parlemen, pesimis, polisi, posbus, poskantor, resesi, revolusi, segregasi, sigar, skorsing, spanduk, tabu, taksi, tanpasta, toleran, vegetarir, verplehster, wanprestasi.

인도네시아 독립 이후, 이러한 외래어 중 일부는 인도네시아어 발음에 맞게 의도적으로 변경되었다. 예를 들어, universitet과 kwalitet은 universitas와 kualitas로 대체되어 네덜란드어의 특성을 약간 줄였다.
다른 단어들도 네덜란드어에서 유래한 것으로 보인다. 예를 들어, 네덜란드어에 해당하는 단어들은 다음과 같다.
- abésé (ABC, alfabet), air ledeng (leidingwater), amplop (enveloppe), arbei (aardbei), ateret (achteruit), besenegeng (bezuiniging), buku (boek), dasi (stropdas), dopercis (doperwten), dus (douche), efisen (efficiënt), ember (emmer), fakultas kedokteran (medische faculteit), gaji (gage), gemente (gemeente), hasyis (hasjies), hopagen (hoofdagent), insinyur (ingenieur), interviu ('interview', also from English), kakus (kakhuis, wc), kantor pos (postkantoor), keker (verrekijker), keroket (kroket), klep knalpot (uitlaatklep), komunis (communist), kopor (koffer), koterek (kurketrekker), lengseng (lezing), masase (massage), meisyes (muisjes, hagelslag), netral (neutraal), om (oom), ongkos (onkosten), otobus (autobus), pakansi/vakansi (vakantie), persnelling (versnelling) pipa (pijp), pofercis (poffertjes), puisi (poëzie), rebewes (rijbewijs), reboisasi (herbebossing), sakelek (zakelijk), stasiun (station), teh (thee), wese (wc), zeni (genie).

그러나 위에 언급된 단어 중 상당수는 프랑스어와 같은 다른 언어에서 네덜란드어로 유입된 차용어이기도 하다.

### 인도네시아어/말레이어의 영향
반면에 네덜란드어와 아프리칸스어도 인도네시아어/말레이어에서 차용한 단어를 가지고 있다. 그 중 일부는 요리와 관련이 있다.
- nasi, bami, babi pangang, ketjap, atjar, gadogado, kroepoek, emping, saté, mango, sambal, loempia, boemboe, trassi, klapper, sereh, peteh[bonen], laos, lombok, kemiri[bonen], pi(e)sang.

다른 어휘로는 예를 들어 다음과 같다.
- kaki (voot), 바틱, pasar, 크리스 (단검), 가믈란, baboe, 와양, piekeren (pikir, denken), pienter (pintar, slim), 아목, 모기장, karbouw, rimboe, 오랑우탄, soesa, senang, bakeleien, banjeren, amper, pakkie-an, gladjakker, branie, goeroe, soebatten, tabee, plopper, 사롱, 쿨리, tang ('wanita jahat'), toko, patjakker, 템포 둘루, bazar, 오를람, 콩시, goenagoena, 베르시아프, beo, desa, gonje, 구타페르카, kali, kassian, mandiën, negorij, 크론총, 라탄 (식물), 논, 토톡, toean, njai, nonna, liplap, 크라톤, 클레왕.

아프리칸스어의 일부 단어도 말레이어에서 유래했다.
- baar ('경험 없는, 초심자'; baru에서 유래), piesang (바나나), baie ('매우'; banyak에서 유래)

## 네덜란드어 기반 크리올어
몇몇 네덜란드어 기반 크리올 언어가 있으며, 대부분 현재 네덜란드 이민자들이 사용하고 있으며, 원래 자와섬에서 사용되던 페조 및 자빈도 언어와 같이 인도-네덜란드인 1세대가 사라지면서 서서히 사라지고 있다.

## 같이 보기
- 표준 네덜란드어

- 수리남 네덜란드어
- 아프리칸스어

### 인용
1. ↑  Kuipers, Joel Corneal (1998). 《Language, Identity, and Marginality in Indonesia: The Changing Nature of Ritual Speech on the Island of Sumba》. Cambridge University Press. 9쪽. ISBN 9780521624954. 2023년 3월 24일에 원본 문서에서 보존된 문서. 2010년 6월 29일에 확인함.
2. ↑  Oemar, Priyantono; Yahya, Daan. “Pakaian dan Kontrol Pemerintah di Zaman Kolonial | Republika ID”. 《republika.id》 (인도네시아어). 2025년 1월 16일에 확인함.
3. ↑  van Immerzeel, Mirjam (2022년 9월 27일). “Malacca: Werelderfgoed in Maleisië”. 《europeana.eu》 (네덜란드어). Europeana. 2024년 11월 13일에 확인함.
4. ↑  Avram, Andrei (2021). 《Revisiting the Dutch lexical contribution to Malacca Portuguese creole》. 《Bucharest Working Papers in Linguistics》 (영어) 1 (부쿠레슈티, 루마니아: 부쿠레슈티 대학교). 61–78쪽. doi:10.31178/BWPL.23.1.3.
5. ↑  “Geschiedenis Molukken”. 《indonesie.nl》 (네덜란드어). Getaway Travel. 2024년 9월 19일에 확인함.
6. ↑  Villerius, Sophie (2017년 7월 27일). “Indonesië: een taal- en cultuurles in vogelvlucht”. 《reislustigeloonslaaf.nl》 (네덜란드어). Reislustige Loonslaaf. 2024년 9월 19일에 확인함.
7. ↑  “Membaca Karakter 'Londo Ireng' Jongos Penjajah, Dulu dan Sekarang”. 《ahmadsastra.com》 (인도네시아어). Ahmad Sastra. 2023년 8월 9일. 2024년 9월 19일에 확인함.
8. 1 2  “Weet je dat er Nederlands wordt gesproken in Indonesië?”. 《dutchtrans.co.uk》 (네덜란드어). Dutch Trans. 2023년 6월 29일. 2024년 9월 19일에 확인함.
9. 1 2  Wibisono, Joss (2019년 3월 20일). “Talen in Indonesië: geen vernederlandsing, wel verengelsing”. 《gatholotjo.com》 (네덜란드어). Gatholotjo. 2024년 9월 19일에 확인함.
10. 1 2  Salverda, Reinier (2020년 6월 26일). “The Future of Dutch Language Studies in Indonesia is Secure”. 《the-low-countries.com》 (영어). The Low Countries. 2024년 9월 19일에 확인함.
11. ↑  “Indonesia and South Africa - Taalunie”. 《taalunie.org》 (네덜란드어). Taal Unie. 2024년 9월 19일에 확인함.
12. 1 2  van den Toorn, M.C. (1985). 《De Nieuwe Taalgids. Jaargang 78》 (네덜란드어). [tijdschrift] De Nieuwe Taalgids.
13. ↑  Maier, Hendrik M. (2005년 2월 8일). “eScholarship: A Hidden Language – Dutch in Indonesia” (영어). 2011년 8월 10일에 원본 문서에서 보존된 문서. 2011년 7월 15일에 확인함.
14. ↑  “Nederlandse leenwoorden in het Indonesisch”. 《indearchipel.com》 (네덜란드어). In De Archipel. 2019년 9월 10일. 2024년 9월 19일에 확인함.